# Ани (род)
Ани (язык тупи — возм. из тупи *anúʔí «небольшая птица» от anú «ани» + ʔí «небольшой»; лат. Crotophaga; рус. стар. клещеядец) — род птиц из семейства кукушковых. Включает три вида по большей части тропических птиц Нового Света, хотя ареал двух видов достигает территории США. Последние данные по структуре ДНК дают основания поместить их в подсемейство кукушек-личинкоедов (Crotophaginae).
В отличие от некоторых других кукушек, ани не гнездовые паразиты, но для них характерно коммунальное гнездование, чашевидное гнездо строится несколькими парами на дереве на высоте 2—6 метров над землёй. Несколько самок сразу откладывают яйца в единое гнездо, а затем совместно по очереди насиживают яйца и кормят птенцов.
Ани — большие черные птицы с длинным хвостом и сильно бороздчатым чёрным клювом. Их полёт достаточно слабый и неустойчивый, но они хорошо бегают, и, как правило, питаются на земле.
Это очень социальные виды, их всегда встречают в составе шумных групп. Ани питаются термитами, крупными насекомыми и даже ящерицами и лягушками. Утверждение, что они способны снимать клещей и других паразитов от жвачных животных, оспаривается; в то время как нет никаких сомнений в том, что ани следуют за пасущимися животными, чтобы ловить вспугнутых ими насекомых и иногда едят упавших с них клещей, нет никаких доказательств того, что они могут активно снимать клещей прямо с тел животных.
Остатки двух видов ани были найдены в плейстоценовых отложениях, датируемых между 1,8 миллиона и 10000 лет назад.

## Происхождение названия

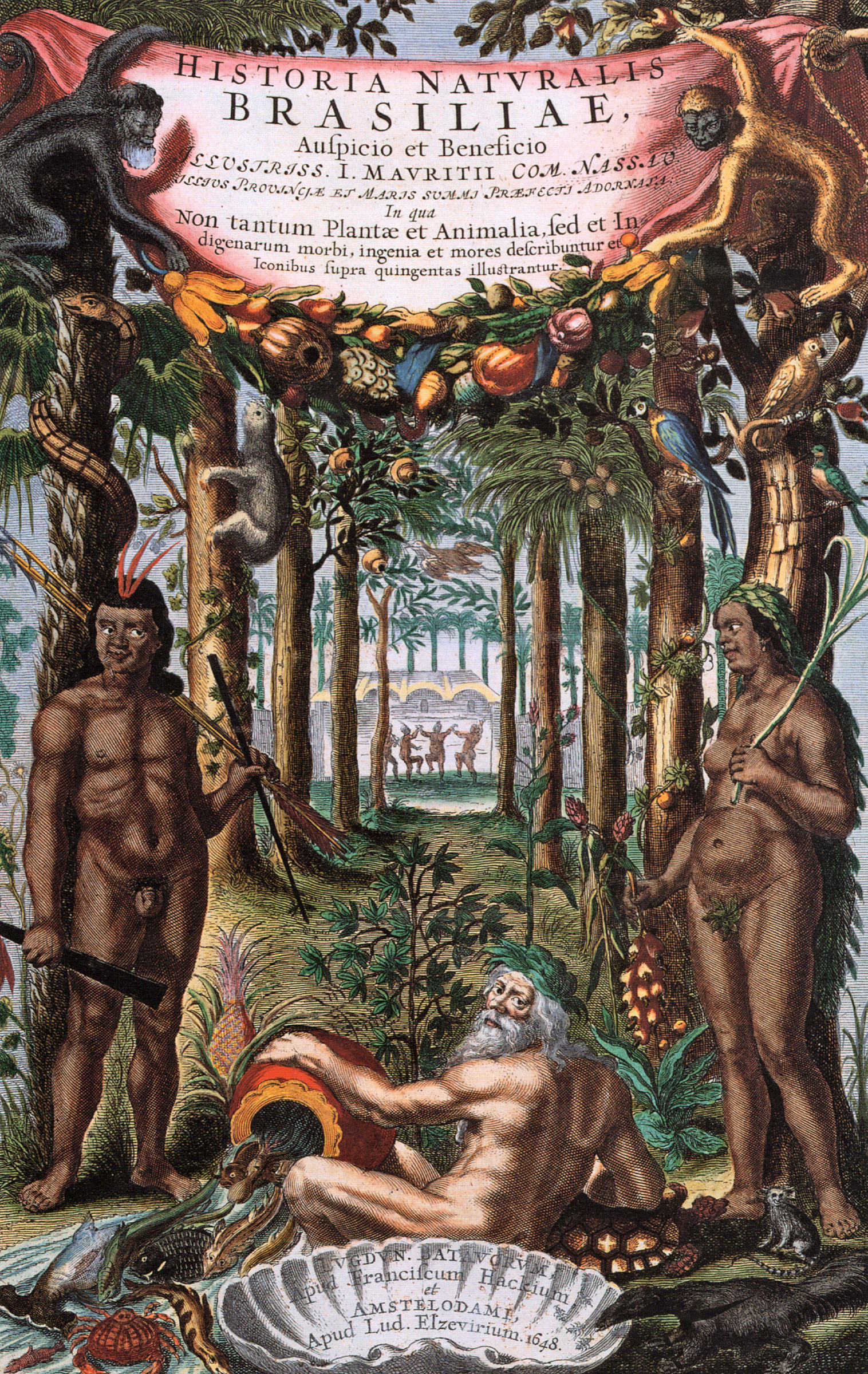
Historia Naturalis Brasiliae

Словари английского языка относят происхождение слова к языку коренных жителей Бразилии народа тупи, из которого название птицы попало в испанский и португальский и (или) в новолатинский языки (в последнем могло быть несколько искажено).
Словарь «Мерриам — Уэбстер» даёт:

ani - существительное
[Произношение:] \ ä-ˈnē  , ˈä-nē  \ Определение ani: любой представитель рода  (Crotophaga) черных кукушек теплых частей Америки. Первый известный пример употребления слова ani [в английском языке] в 1773г., в значении, указанном выше.
История и этимология слова ani: заимствовано из новолатинского, -  возможно, ошибочно   [передано] из [языка] тупи [слово] *anúʔí (откуда в бразильском варианте португальского языка [название] anuí "[гладкоклювый]  ани"), от anú "ани" + ʔí "малый". Примечание: как и в случае с другими названиями бразильских животных, это слово происходит из "Естественной истории Бразилии" (Маркграф, Георг и Виллем Пис (Willem Piso) en:Historia naturalis Brasiliae (Лейден и Амстердам, 1648г.): "ANI Brasiliensibus; Avis Turdellae magnitudine, totaliter nigra, pennis, rostro, oculis, pedibus" ("Ani у [туземных] бразильцев; птица размером с дрозда,  полностью чёрная —перья, клюв, глаза, ноги") (стр. 193). Соответствующее слово [языка] тупи - anú (при произношении оба гласных становились носовыми) —откуда португальское anu, anum, уже описанное Габриелем Соарешем де Соузой (Gabriel Soares de Sousa) в 1587г. (см. Antônio Geraldo da Cunha, Dicionário histórico das palavras portuguesas de origem tupi, São Paulo, 1978 (Антонио Жеральдо да Кунья. Исторический словарь португальских слов родом из тупи (на португ. яз.). Сан-Паулу, 1978г.)). Неясно, как Маркграф пришел к i на конце— Ani. Merriam Webster dictionary online

## Состав рода
Международный союз орнитологов относит к роду три вида:
- Crotophaga major — Большой ани
- Crotophaga ani — Ани
- Crotophaga sulcirostris — Бороздчатоклювый ани
  - Бороздчатоклювый ани Кабо-Сан-Лукаса, Crotophaga sulcirostris pallidula — возможно, невалидный подвид; вымер (к 1940)